# .cf
Pour les articles homonymes, voir CF.
.cf est le domaine de premier niveau national (country code top level domain : ccTLD) réservé à la  République centrafricaine. Il est parfois utilisé par certains sites sous licences libres en raison de son nom pouvant être interprété comme signifiant commons and free.